# Armand Lanoux
Armand Lanoux (* 24. Oktober 1913 in Paris; † 23. März 1983 in Champs-sur-Marne) war ein französischer Schriftsteller.

## Leben
Nach dem Besuch der Schule übte er verschiedene Berufe aus; darunter als Handelsvertreter, Dorfschullehrer, Journalist. 1939 als Reserveleutnant eingezogen, geriet er in deutsche Kriegsgefangenschaft.
Nach dem Krieg arbeitet er freischaffend, wird Mitglied des Comité national des écrivains und 1969 der Académie Goncourt.

## Auszeichnungen (Auswahl)
- 1948: Prix du roman populiste für La Nef des fous
- 1953: Prix Guillaume Apollinaire für Colporteur
- 1956: Prix Interallié für Le Commandant Watrin
- 1963: Prix Goncourt für Quand la mer se retire

## Werke (auf Deutsch)
- Die ermordete Kanadierin (1943)
- Das Narrenschiff (1947)
- Morgenunterricht (1949)
- Bonjour, Monsieur Zola (1954)
- Der Tote von Volmerange (1956)
- Paris 1925 (1957)
- Das Rendezvous von Brügge (1958)
- Wenn das Meer zurückweicht (1963)
- Maupassant der Bel-Ami (1967)
- Der abgeschnittene Kopf (1972)
- Der Bienenhirt (1974)